# Psalydolytta substrigata
Psalydolytta substrigata là một loài bọ cánh cứng trong họ Meloidae. Loài này được Castelnau miêu tả khoa học năm 1840.